# 莱芒号列车
莱芒号（義大利語：Lemano）是曾运营于意大利米兰至瑞士日内瓦间一班长途列车所使用的名称，由意大利国家铁路、瑞士联邦铁路及齐萨尔皮诺在1958年至2009年间先后开行。其命名源自日内瓦附近的莱芒湖（意大利语称之为），该列车则沿此湖的北岸运行。列车最早以仅搭载一等车厢等级的全欧快车（TEE）投入服务，后于1982年改为搭载两舱等级的城际列车（IC）；至2009年停运前，列车还曾分别被纳入欧城列车（EC）及齐萨尔皮诺（CIS）等类别。

## 全欧快车
作为意大利开行的第三班全欧快车，莱芒号早在1957年6月2日便出现在了全欧快车的运营时刻表中。然而由于意大利新造的ALn 442-448型柴联车延期交付，同时既有的同款车型又运用于其它的全欧快车班次中，因此莱芒号足足推迟了一年才在1958年6月投入服务。列车的初始车次为GM/MG次（即日内瓦及米兰的首字母缩写）。1963年5月26日，瑞士方面开始使用TEE7/8次作为列车的标识，但意大利境内仍然使用首字母缩写。至1967年5月28日，两国的车次编号得到统一，共同使用TEE16/15次；随后全欧快车车次在1971年进行重编，莱芒号又被分配为TEE24/25次。
最初，莱芒号于上午9点刚过即从米兰发车，并在午餐后于13:30左右抵达日内瓦。从日内瓦的返程时间则设于晚餐前的17:29，并在晚上21:40左右抵达米兰。此举的目的是为了能让旅客在车上享用午餐及晚餐，并沿途观赏莱芒湖的美景、出席下午在日内瓦进行的商务活动。该时刻表一直维持至1961年7月1日，直至另一班全欧快车齐萨尔平号投入服务后才修改。后者是沿辛普朗铁路运行于巴黎－米兰间，为避免两班全欧快车在几乎相同的时刻从洛桑开往米兰，莱芒号在日内瓦的发车时间被推迟至19:40。但这种改变并未得到旅客的认可，因为其按时抵达米兰的时间已经很晚，接近了午夜。两年后，列车决定将日内瓦的发车时间变更为13:30，而米兰的出发时间也尽量提前。返程的旅客在商务活动结束后需要先由日内瓦前往洛桑，并可在那里转乘18点左右抵达的齐萨尔平号回到米兰。值得注意的是，开往意大利方向的列车会比开往瑞士方向的列车多耗时1小时左右，这是因为在布里格至多莫多索拉间的辛普朗隧道有较长的坡度，坡度的爬升时间约需35分钟。
以下为齐萨尔平号的1971年冬季时刻表：
| TEE24次 | TEE24次 | 停靠站     | TEE25次 | TEE25次 |
| 里程    | 时刻    | 停靠站     | 时刻    | 里程    |
| ------- | ------- | ---------- | ------- | ------- |
| 0       | 09:25   | 米兰       | 18:18   | 374     |
| 125     | 10:45   | 多莫多索拉 | 16:58   | 249     |
| 167     | 10:21   | 布里格     | 15:28   | 207     |
| 221     | 10:55   | 锡安       | 14:50   | 153     |
| 313     | 11:53   | 洛桑       | 13:56   | 61      |
| 374     | 12:28   | 日内瓦     | 13:18   | 0       |

1972年5月28日，由菲亚特生产的意大利铁路大舒适型车厢辅以电力机车牵引的组合取代了ALn 442-448型柴联车投入运营，其中瑞士段的牵引机车使用Re 4/4 II型电力机车，意大利段则使用E.444型电力机车。其后尽管莱芒号不断改善运行时刻表，但列车的上座率再无法达到其前三年运营时的高水平。它最终在1982年5月23日被降级为搭载两舱车厢等级的城际列车类别。

### 特别服务
1977年10月7日夜间，意大利北部遭受猛烈的风暴吹袭，造成韦尔巴尼亚至特拉斯奎拉间的铁路线严重损毁。受此影响，莱芒号无法正常运行。截至1977年12月14日前，列车启动了特别服务时刻表。其中TEE24次由米兰正常运行至斯特雷萨，乘客在此需要换乘巴士前往多莫多索拉。多莫多索拉则提供临时班次TEE10024次继续前往日内瓦。TEE10024次由两节瑞士联邦铁路的Eurofima型一等车厢和两节行李车组成，其运行时间比正常的TEE24次多40分钟。发往米兰方向的TEE25次列车也由日内瓦正常运行至多莫多索拉，乘客换乘巴士抵达斯特雷萨后，继续转由全欧快车前往米兰，其运行时间比正常的TEE25次多耗时55分钟。1978年1月15日，当在托切河坍塌的桥梁完成修复后，莱芒号得以再次按照正常的时刻表提供服务。

## 城际列车

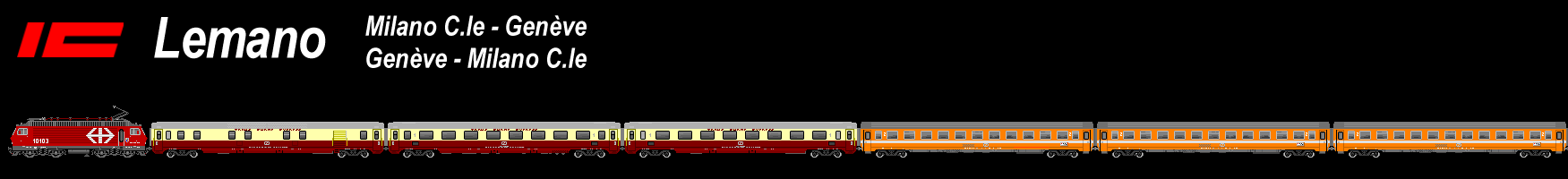
城际列车莱芒号的编组

从1982年5月23日起，莱芒号变更为城际列车类别，车次使用IC422/423次，并在1984年1月22日前搭载意大利铁路全欧快车型的一等车厢和Eurofima型的二等车厢。1984年1月22日起，TGV列车开始投入巴黎－洛桑间的运营。巴黎至米兰的服务被一分为二。其中TGV25/28次运行于巴黎至洛桑间，并在洛桑接驳现编号为IC335/338次的城际列车继续前往米兰。这两班列车均被命名为莱芒号。

## 欧城列车

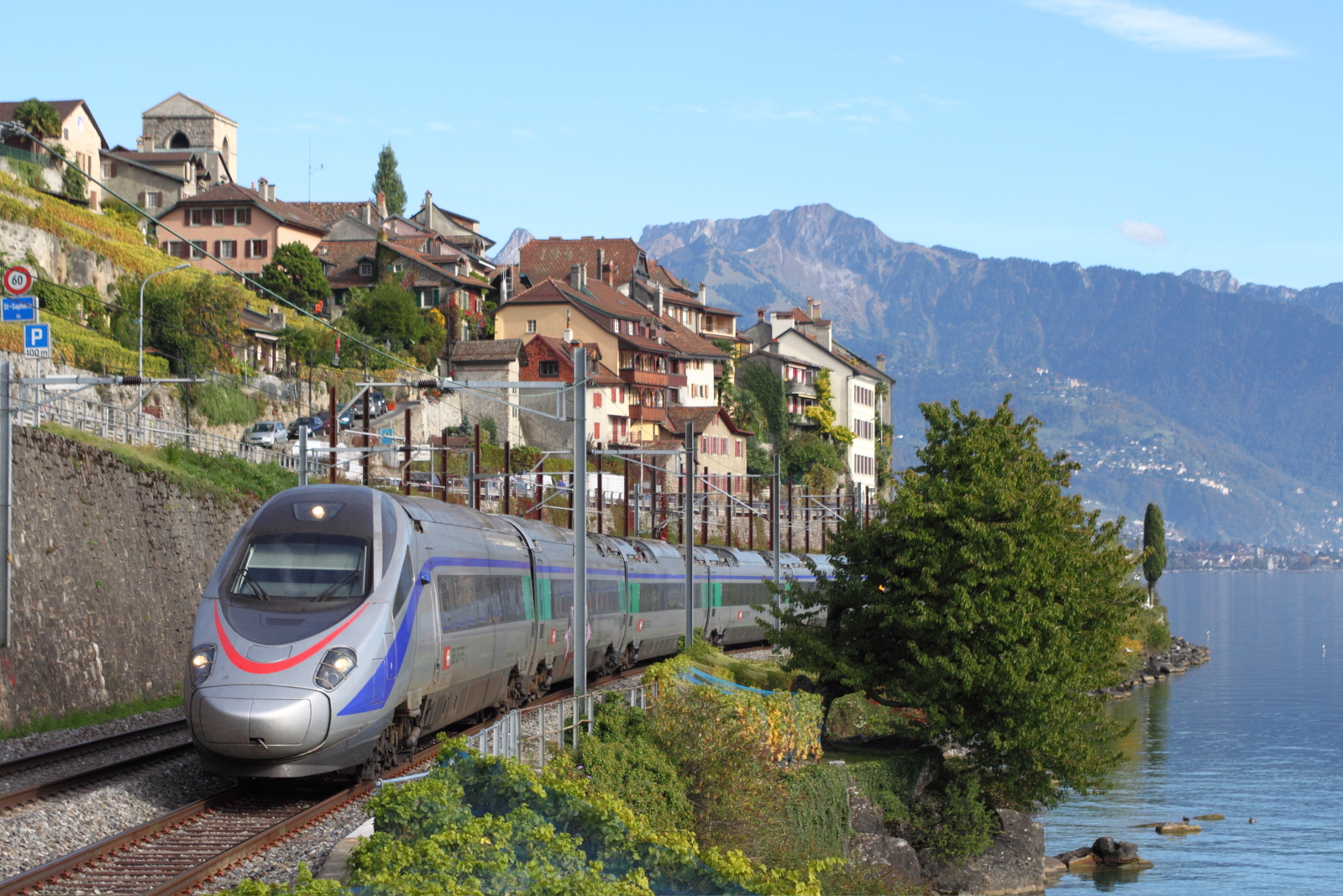
一列齐萨尔皮诺的ETR 610型电联车行驶于莱芒湖畔

在欧城列车网络于1987年设立后，莱芒号也继续成为在辛普朗隧道运行的欧城列车类别。至1987年5月31日，巴黎至米兰的服务仍然分离运行，唯一改变的是TGV列车也开始使用莱芒号的名称并以欧城列车的车次运营。1989年5月28日，瑞士联邦铁路开始在洛桑－米兰区间部署能兼容欧洲四种电压制式的RABe EC型电联车运营，其中莱芒号的名称只被用于洛桑往米兰方向（EC35次）的列车，反向列车则被命名为齐萨尔平号。而往返于巴黎至洛桑间的双向TGV列车服务则维持莱芒号的名称直至2003年5月16日，使用车次为EC28/29次。RABe EC型电联车于1993年5月22日起停止使用。
1996年9月29日，连接意大利和瑞士之间的客运列车服务被使用潘多利诺运营的齐萨尔皮诺收购，后者将本班列车以齐萨尔皮诺莱芒号的名义投放市场。至2004年12月12日，列车再次由齐萨尔皮诺恢复为欧城列车类别。此时，列车获分配为EC121/126次的车次，其运行线路大致为：日内瓦机场－日内瓦－洛桑－蒙特勒－锡安－谢尔－布里格－（辛普朗隧道）－多莫多索拉－韦尔巴尼亚－斯特雷萨－阿罗纳－加拉拉泰－米兰。
随着逐渐老化的潘多利诺在运营过程中出现了越来越多的技术故障，齐萨尔皮诺决定在新车型交付前，莱芒号自2005年12月11日起改用机车牵引的客运车厢组合。为此列车重新租用了瑞士联邦铁路货运的Re 484型电力机车和瑞士联邦铁路的EC-90型车厢。2009年7月，替换的车型在延期两年后终于交付使用。自同年7月20日起，新造的ETR 610型电联车开始担当莱芒号的运营任务，其中米兰方向使用CIS35次，日内瓦方向使用CIS40次。2009年12月12日，齐萨尔皮诺退出服务，列车再度交由瑞士联邦铁路运营，使用车次为EC34/35次，但已不再使用莱芒号的名称。

## 事故
1969年11月8日，辛普朗隧道内发生火灾，正执行米兰至日内瓦任务的TEE14次莱芒号在行经隧道时受到波及，一节编号为442-202的车厢被烧毁。在发现火势无法在车内通过灭火器扑灭后，工作人员将这节车厢从编组中解挂，并将乘客安全移送至448-207号车厢。随后工作人员返回442-202号车厢并将其油箱盖拔出，以防止发生爆炸。全车54名乘客及列车员随后通过448-207号车被安全送往布里格。
1971年11月30日，一列执行日内瓦至米兰任务的莱芒号在行经洛伊克期间，因路径错误而与停靠在站内的一台调车机车发生碰撞并起火燃烧，造成一节448-207号车厢完全损毁。为了避免火势蔓延至车厢连接处，随车工程师将448-207号车仍在运转的引擎部分取出，并来到车底启动电磁换向阀，通过442-207号车驶离火场，但其损坏的电子连接器仍然维持连接状态。

## 脚註
1. ↑  UIC 1972，第21頁.
2. ↑  Dell'Amico 2005，第61頁.
3. ↑  Goette & Willen 2006，第109頁.
4. ↑  Dell'Amico 2005，第62頁.
5. ↑  Goette & Willen 2006，第110頁.
6. ↑  Werbeamt der DB 1971，第15頁.
7. ↑  Mertens & Malaspina 2007，第211頁.
8. ↑  Mertens & Malaspina 2007，第213頁.
9. ↑  Mertens & Malaspina 2007，第115頁.
10. ↑  Cook 1987，第472-473頁.
11. ↑  Mertens & Malaspina 2007，第220頁.
12. ↑  Cook 2003，第228頁.
13. ↑  Labarbera 2007，第20頁.
14. ↑  Labarbera 2007，第21頁.